# Dinomunda griseipennis
Dinomunda griseipennis är en insektsart som först beskrevs av Lucien Chopard 1969.  Dinomunda griseipennis ingår i släktet Dinomunda och familjen syrsor. Inga underarter finns listade i Catalogue of Life.